# Euptilotis neoxenus
El surucuá silbador (Euptilotis neoxenus), también conocido como trogón silbador, quetzal mexicano, quetzal orejón o trogón orejón es una especie de ave trogoniforme de la familia de los trogónidos (trogones y quetzales) y la única especie del género monotípico Euptilotis. La especie posee dimorfismo sexual con suaves y a veces coloridas plumas. Mide de 33 a 36 cm. Posee una gran mancha blanca de borde negro en la parte baja de la cola, y la parte superior de la cola en verde metálico y la inferior en rojo anaranjado.
Machos y hembras presentan como rasgo distintivo un mechón de plumas laxas en la región auricular. Ambos sexos tienen pico color gris-negro (carácter que les distingue de otras especies). El macho es color verde metálico en dorso y pecho, plumaje de cabeza y garganta negro con iridiscencias verdes y algunas plumas azules en la rabadilla; parte dorsal de la cola azul metálico oscuro con puntas de las plumas externas blancas; además, plumaje del vientre y cobertoras inferiores de la cola en rojo. Hembra parecida al macho, pero con pecho y cabeza gris oscuro.

## Distribución
La especie se distribuye en algunas zonas del  Sistema Volcánico Transversal y en la Sierra Madre Occidental de México. Algunas veces se le ha visto en el suroeste de Arizona en los Estados Unidos donde también anida. Su hábitat incluye parte de la región sudeste de Arizona, suroeste de Nuevo México y norte de Sonora. En México se ha observado en los estados de Sonora, Chihuahua, Nuevo León, Sinaloa, Durango, Zacatecas, Nayarit, Jalisco y Michoacán.

## Hábitat
La especie vive en bosques templados mixtos de pino-encino en un intervalo de elevación de 1900 a 3000 m s. n. m.; parece tener marcada preferencia por cañones, cañadas y hábitats riparios de las sierras. En México, la NOM-059-SEMARNAT-2010 la considera una especie Amenazada; la UICN 2019-1 como de riesgo bajo. Los principales riesgos que le amenazan son: destrucción de su habitat por incendio forestales, conversión de cañadas a potreros y plantaciones, ampliación del área agrícola y explotación forestal.
Considerado durante mucho tiempo como una especie rara y escurridiza de las montañas mexicanas, este trogón grande dejó atónitos a los observadores de aves al aparecer en el norte de la frontera en 1977, con un grupo familiar en las montañas Chiricahua de Arizona. Desde entonces, esto ha sucedido varias veces más en Arizona, en al menos cuatro áreas, y se han encontrado nidificaciones. Esta especie solo es un pariente lejano del trogón elegante y está más relacionada con los quetzales de los profundos trópicos.
La relevancia del grupo se sustenta en el tamaño aparentemente limitado de su distribución a nivel global (endemismo o cuasiendemismo), única especie de su género, vistosidad de plumaje, conducta elusiva y tímida, dependencia de hábitats húmedos de bosques de coníferas en cañadas y estatus de amenazada. Lo anterior, hace de este trogón una especie prioritaria para la conservación; además, podría ser valioso indicador de salud de los hábitats riparios en los que es más abundante y se reproduce. Es necesario estudiar a fondo sus requerimientos de anidación, uso de hábitat y desempeño reproductivo; lo anterior, para manejar adecuadamente los hábitats donde ocurre y conservar la especie a largo plazo.

## Dieta
Se alimenta principalmente de insectos y frutas. La dieta no se conoce en detalle. Se alimenta de una amplia variedad de insectos, especialmente insectos grandes como cigarras y orugas grandes. Además come numerosas frutas pequeñas y bayas como las de los madroños, especialmente a finales del verano y en otoño.

## Huevos
Aparentemente 2 huevos conforman la nidada usual; los huevos son de color azul pálido. Probablemente ambos padres se ocupan de la incubación, pero no se sabe lo suficiente sobre el período de incubación y los detalles del mismo.